# Shélejov
Shélejov (del ruso: Шелехов) es una ciudad del óblast de Irkutsk, en Rusia, centro administrativo del raión homónimo. Está situada a orillas del río Irkut, un afluente del río Angará, a 17 km al sudoeste de Irkutsk, la capital del óblast. Su población se elevaba a 49.551 habitantes en 2009.

## Historia
La ciudad fue construida a principios de la década de 1950, para el personal del una fábrica de aluminio. En 1956 fue nombrada Shélejov en homenaje al explorador Grigori Shélijov. Las autoridades utilizaron una ortografía incorrecta, pero popular, de su nombre. En 1962, Shélejov recibió el estatus de ciudad.

## Demografía
| 1959   | 1979   | 1989   | 2002   | 2008   |
| ------ | ------ | ------ | ------ | ------ |
| 13 000 | 40 600 | 47 702 | 47 520 | 49 212 |

## Economía y transporte
La economía de Shélejov se basa en la fábrica de aluminio de Irkutsk (en ruso: Иркутский алюминиевый завод, Irkutski Aliuminievi zavod), filial del grupo RusAl.
Shélejov se encuentra sobre el ferrocarril Transiberiano -estación Gonchárovo- en el kilómetro 5.204 desde Moscú y la carretera M55 Irkutsk-Chitá.

## Ciudades hermanadas
- Nomi, Japón.
- Rylsk, Rusia